# Idan Ofer
Idan Ofer (in ebraico עידן עופר‎?; Haifa, 5 maggio 1955) è un imprenditore israeliano con interessi nel settore marittimo, energetico, minerario e sportivo. Miliardario, è il fondatore della Tanker Pacific e presidente della holding Quantum Pacific Group.
È altresì il socio di maggioranza della Pacific Drilling, quotata nella Borsa di New York, e della Israel Corporation, quotata invece nella Borsa di Tel Aviv, nonché della Kenon Holdings quotata in entrambe le borse. È inoltre il proprietario della holding israeliana Lynav Holdings e dell'olandese Ansonia Holdings.  Possiede anche una partecipazione dell'85% nella squadra di calcio portoghese del Famalicão e il 32% delle quote dell'Atlético Madrid. Secondo la rivista Forbes, nel 2022 il suo patrimonio è stimato in 11 miliardi di dollari.

## Biografia
Idan Ofer è il figlio del defunto miliardario israeliano Sammy Ofer (originariamente Shmuel Herskovich) e Aviva Ofer. Suo padre era un magnate marittimo israeliano immigrato in Israele dalla Romania. Suo fratello maggiore è l'uomo d'affari israeliano Eyal Ofer e suo zio Yuli Ofer.
Ofer è cresciuto ad Haifa, in Israele, da una famiglia di discendenza ebrea ashkenazita (ebreo-rumeno). Fu arruolato per il servizio militare obbligatorio nella marina israeliana, prestando servizio come vice comandante di una motovedetta. Si è laureato presso l'Università di Haifa, in Israele, in Economics and Shipping. Ha poi conseguito un Master in Business Administration presso la London Business School negli anni '80.

## Carriera aziendale
Ha iniziato la sua carriera espandendo l'attività di spedizione di famiglia a Hong Kong negli anni '80.  Ha poi lavorato a Singapore e negli Stati Uniti. Nel 1987 ha fondato la Eastern Pacific Shipping.
È il principale azionista del Quantum Pacific Group, una holding con sede a Guernsey,  e della Israel Corporation, una delle più grandi holding pubbliche quotate alla Borsa di Tel Aviv. È stato presidente della Israel Corporation dal 1999 al 2010 e membro del suo consiglio di amministrazione dal 1999 al 2013.  Ha fatto parte dei comitati consultivi di Synergy Ventures e Aspect Enterprise Solutions. Ha anche investito in Better Place, un'azienda di auto elettriche fallita nel maggio 2013.
Nel 2014 ha fondato Kenon Holdings come spin off della Israel Corporation. È una holding focalizzata principalmente su attività orientate alla crescita nei settori automobilistico ed energetico. Ha ereditato alcuni degli investimenti precedentemente detenuti dalla Israel Corporation, come Qoros, un progetto congiunto creato in collaborazione con Chery Automobile che produce automobili destinate a un mercato cinese "giovane e di mentalità internazionale".  Altri investimenti includono Zim Integrated Shipping Services, IC Power, anche Inkia Energy, una compagnia energetica peruviana e filiale della IC Power. Nel frattempo, la Israel Corporation mantiene investimenti in raffinerie di petrolio e prodotti chimici israeliani.
Fa parte del comitato consultivo del Council on Foreign Relations e del Dean's Council della John F. Kennedy School of Government presso l'Università di Harvard. Con Richard Branson e altri, è co-fondatore della Carbon War Room, un think tank sui cambiamenti climatici con sede a Washington. Secondo The Financial Times, è "un liberale di Tel Aviv nello stampo del vecchio partito laburista israeliano".
Dopo la morte del padre nel 2011, ha ereditato metà della fortuna paterna e la sua collezione di arte moderna. Di conseguenza, nel 2013, era già l'uomo più ricco di Israele.

## Vita privata
È stato sposato quattro volte. La prima con Orly (divorziato), la seconda con Romen Ben Ami (divorziato), la terza con Yifat Gurion (divorziato). La quarta moglie, sposata nel 2009, è Batia Perry, impegnata nella raccolta fondi di beneficenza.  Ha cinque figli. Hanno risieduto ad Arsuf, in Israele (vicino a Tel Aviv) fino al 2013 per poi spostarsi a Londra. Sua figlia Leigh Ofer risiede a New York; gli altri figli vivono a Londra.